# Maj-Briht Bergström-Walan
Maj-Briht Bergström-Walan, folkbokförd Sonja Maj-Britt Linnéa Bergström-Walan, ogift Bergström, född 17 november 1924 i Stockholm, död 25 augusti 2014, var en svensk psykolog och Sveriges första auktoriserade sexolog, sexualundervisare och sexualforskare. Hon utnämndes till hedersdoktor vid Uppsala universitet 1996.

## Biografi
Maj-Briht Bergström-Walan var från 1970-talet verksam som psykolog och sexolog, men utbildade sig först till barnmorska och blev legitimerad 1947. På 1950-talet introducerade hon psykoprofylaktisk inriktning inom mödrautbildning och förlossningsförberedelser. 
Hon utbildade sig också till missionär inom Svenska Missionsförbundet.
År 1963 tog hon en fil lic med specialisering inom klinisk psykologi. Hon hade även en fil mag i litteraturhistoria och nordiska språk. 
Mellan åren 1958 och 1972 var Maj-Briht Bergström-Walan sexualundervisare och expert inom sexualundervisning vid Stockholms skoldirektion och Skolöverstyrelsen.
Maj-Briht Bergström-Walan gjorde ett flertal läroböcker och skolfilmer i ämnet sexualupplysning. Hon gjorde två TV-program med Elise Ottesen-Jensen på 1960-talet; Så kom du till och Så får djuren ungar. På 1970-talet medverkade hon som expert och sakkunnig i filmerna Ur kärlekens språk, Mera ur kärlekens språk, Kärlekens XYZ och skolfilmsserien "Att vara två". Hon medverkade sedan även i uppföljaren Kärlekens språk 2000.
År 1970 startade hon Svenska sexualforskningsinstitutet och hon har bland annat forskat om transvestism.
Hon skrev flera böcker, bland annat Den svenska kvinnorapporten (med Helle Høpfner Nielsen), Din bok om kärlek och sex, Förbjudna drömmar (med Malena Ivarsson) och Passioner. 
Hon inledde sin bana i sexfrågespalterna när hon tog över Inge & Stens sexspalt i Expressen och senare svarade hon på läsares frågor i Kamratposten i slutet av 1960-talet. Hon var sexrådgivare i Mitt Livs Novell i 23 år och hade spalter i Vår skola och Se. Hon jobbade även internationellt, till exempel som krönikör i den pornografiska tidningen Private på 1970-talet.
Åren 1949–1972 var hon gift med kyrkohistorikern Bror Walan (1921–2002) och fick sonen Gustav 1952. Maj-Briht Bergström-Walan var från år 2007 gift med psykologen Helle Høpfner Nielsen (1929–2013). Paret träffades och blev tillsammans redan 1974 och har gjort flera projekt tillsammans.
Bergström-Walan var sommarvärd i P1 2008.
Hon är begravd på Skogskyrkogården i Stockholm.
2017 hade den korta dokumentären Löftet premiär. Den skildrar Maj-Briht Bergström-Walans egen kärlekskamp den allra sista tiden. (Regi: Paula Gustafsson). 

## Utmärkelser
- 1996 utsågs hon till medicine hedersdoktor i sexologi vid Uppsala universitet.
- 1997 belönades hon för sin internationella pionjärinsats inom sexologin av World Association of Sexology.
- 2006 tilldelades hon barnmorskeförbundets hederspris för sitt livslånga arbete för kvinnors hälsa.
- 2009 mottog hon kungliga sällskapet Pro Patrias större medalj "för medborgerliga insatser".
- 2010 utsågs hon till hedersledamot i Sveriges Psykologförbund.

## Filmografi (urval)
- 2017 – Löftet
- 2004 – Kärlekens språk
- 1971 – Kärlekens XYZ
- 1970 – Mera ur Kärlekens språk
- 1969 – Ur kärlekens språk